# Bertrand Gille

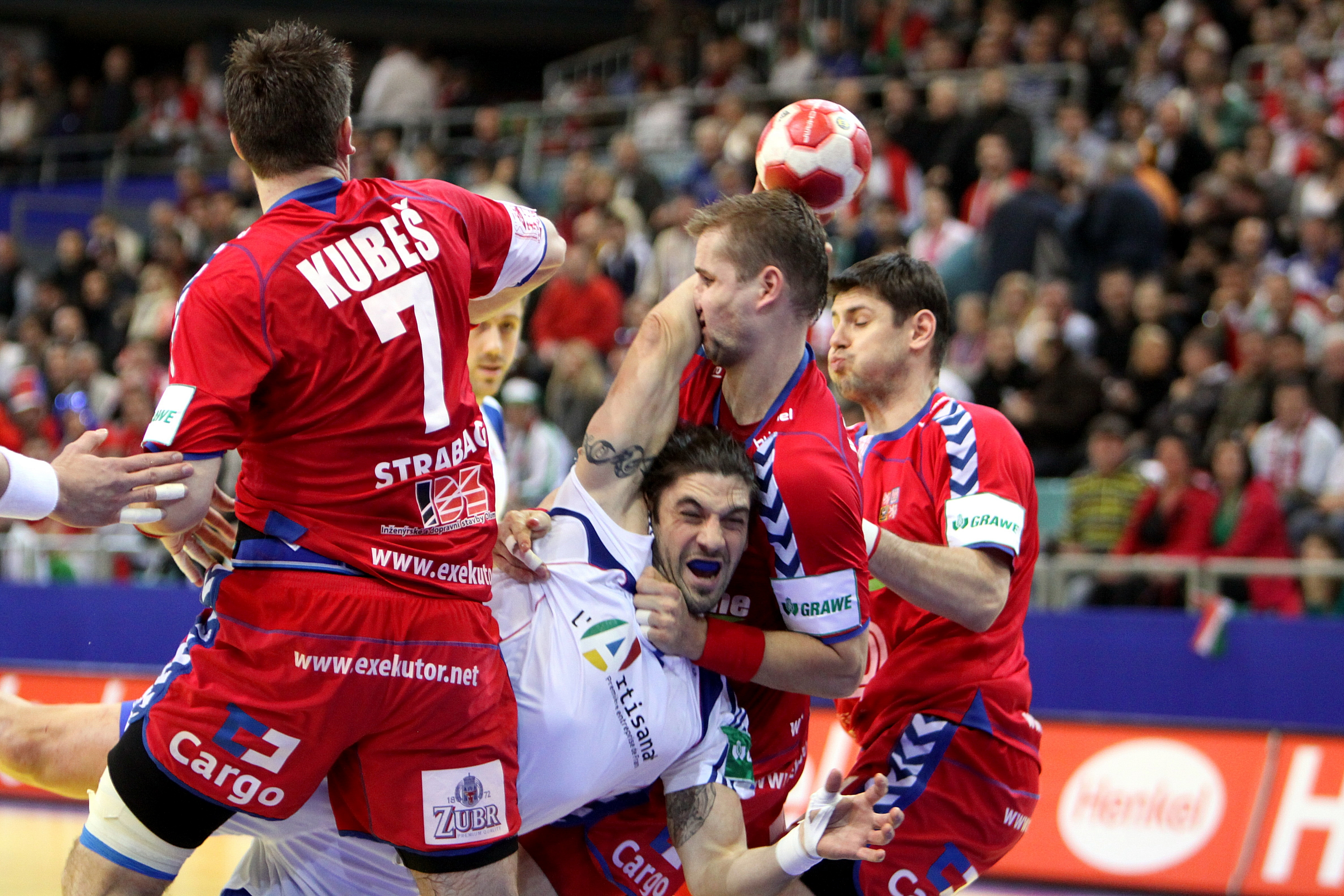
Bertrand Gille blockeras av tre tjeckiska spelare vid EM 2010.

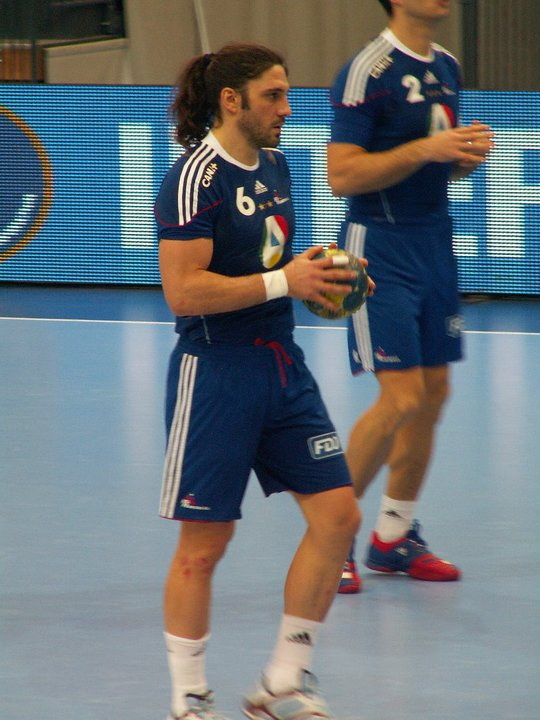
Bertrand Gille, 2011.

Bertrand Fabien Gille, född 24 mars 1978 i Valence, Drôme, är en fransk före detta handbollsspelare (mittsexa). Gille utsågs av IHF till Årets bästa handbollsspelare i världen 2002. Han spelade 268 landskamper och gjorde 806 mål för Frankrikes landslag, från 1997 till 2013, och vann bland annat två OS-guld (2008, 2012), två VM-guld (2001, 2011) och två EM-guld (2006, 2010). Han är yngre bror till Guillaume Gille, som han spelade tillsammans med under i stort sett hela karriären, både i klubblagen (1996–2014) och i landslaget (1997–2012).
Under hela karriären på seniornivå representerade Bertrand Gille blott två klubbar, franska Chambéry (1996–2002, 2012–2015) och tyska storlaget HSV Hamburg (2002–2012). Med Chambéry blev han fransk mästare 2001 och med Hamburg blev han bland annat tysk mästare 2011. Det sistnämnda var en stor bedrift, då THW Kiel dominerade tysk handboll vid denna period. Han lämnade Hamburg 2012 efter tio år och var därmed inte med när klubben blev Champions League-mästare året därpå.

## Meriter i urval

### Med klubblag
- Cupvinnarcupmästare 2007 med HSV Hamburg
- Fransk mästare 2001 med Chambéry Savoie HB
- Tysk mästare 2011 med HSV Hamburg
- Tysk cupmästare 2006 och 2010 med HSV Hamburg

### Med landslaget
| Världsmästerskap (VM) - VM 1999 i Egypten: 6:a - VM 2001 i Frankrike: Guld - VM 2003 i Portugal: Brons - VM 2007 i Tyskland: 4:a - VM 2011 i Sverige: Guld | Europamästerskap (EM) - EM 2000 i Kroatien: 4:a - EM 2002 i Sverige: 6:a - EM 2004 i Slovenien: 6:a - EM 2006 i Schweiz: Guld - EM 2008 i Norge: Brons - EM 2010 i Österrike: Guld - EM 2012 i Serbien: 11:a | Olympiska spelen (OS) - OS 2000 i Sydney: 6:a - OS 2004 i Aten: 5:a - OS 2008 i Peking: Guld - OS 2012 i London: Guld |